# Lori Meyers
Lori Meyers es un grupo de indie rock español, originario de la localidad granadina de Loja.

## Historia
Se formaron a principios de 1998 por Antonio López (Noni), Alejandro Méndez, Julián Méndez y Alfredo Núñez. Tras la autoedición de varias maquetas como Demo, Las Cinco Ventanas y El Viaje de Estudios de mis Neuronas firmaron su primer contrato discográfico con Houston Party Records a principios de 2004.
Su nombre se debe a la canción «Lori Meyers» del grupo de punk americano NOFX que aparece en su álbum de 1994 Punk in Drublic. La canción trata sobre Lori Meyers, una amiga de la infancia del cantante Fat Mike que trabaja como actriz porno. Él la reconoce mientras ve una de sus películas porno y la canción continúa contando cómo el cantante intenta convencerla para que deje ese trabajo degradante, pero ella le contesta que prefiere trabajar en la industria pornográfica antes que en una fábrica.

### Viaje de estudios
En febrero de 2004 grabaron su primer trabajo, 'Viaje de Estudios, en el Refugio Antiaéreo bajo la producción de Mac McCaughan, cantante de Superchunk, saliendo a la venta en mayo de ese mismo año. Este primer álbum fue muy bien acogido por medios de difusión como Radio 3 y prensa indie haciendo que el programa Ojo Crítico de RNE les otorgara ese mismo año el «Premio Ojo Crítico Música Moderna»

### Hostal Pimodan
En junio de 2005 graban su segundo largo Hostal Pimodan en Odds Studio en El Puerto de Santa María con Thom Monahan como productor. Este álbum ve la luz en octubre de 2005 bajo un clima de desencuentros con su compañía de discos. Esta situación deriva a los pocos meses en la ruptura entre Lori Meyers y Houston Party y como consecuencia, el fichaje por la multinacional Universal Music. Durante este periodo el grupo se amplía a cinco componentes ya que se incorpora Sergio Martín en las labores de guitarra, teclados y bajo. En abril de 2006 se reedita Hostal Pimodan con un formato doble y con la portada que originariamente quería la banda. A finales de 2006 Julián Méndez abandona la banda y vuelven a conformarse en cuarteto, pasando Sergio Martín al bajo y coros.

### Cronolanea
Tras casi dos años de gira ininterrumpida Antonio López (Noni), Alejandro Méndez, Alfredo Núñez y Sergio Martín se adentran en el estudio para la grabación de su tercer disco. Uno de sus importantes miembros, Aitor Forcada, deja la banda ya que consigue una plaza fija como investigador en la Universidad de Alicante. Cronolanea se graba en octubre de 2007 en Gismo 7 Estudios de Motril, con la producción de Ken Coomer y su ingeniero Charlie Brocco. Dicho trabajo sale a la venta en marzo de 2008 con sello de Universal. Para la presentación en directo de Cronolanea el grupo aumenta, entrando Miguel Martín en segundas guitarras y teclados; y Antonio Lomas en percusión y baterías electrónicas. De esta manera el grupo se convierte en sexteto. Por otra parte este disco fue nombrado por la revista independiente Mondosonoro como el mejor disco español del año 2008 y la banda por su cuenta acumula más de un centenar de conciertos presentándolo. A mitad de gira allá por enero de 2009 Sergio Martín deja el grupo y lo sustituye Miguel López que terminará la gira como bajista. En 2009 son galardonados con el Premio Granada Joven en su modalidad Promoción en el Exterior y con el Premio Andalucía Joven de las Artes.

### Cuando El Destino Nos Alcance
En enero de 2010 Lori Meyers junto su técnico de sonido David Sutil viajan a Los Ángeles para grabar Cuando el destino nos alcance. Esta vez la producción del álbum corre a cargo de Sebastian Krys, productor de renombre que acumula premios Grammys, y sale al mercado en mayo de 2010.
El 29 de noviembre de 2011, Lori Meyers recibe el premio de la revista Rolling Stone a la mejor gira del año.  Archivado el 5 de diciembre de 2011 en Wayback Machine.

### Impronta
El disco, Impronta, producido de nuevo por Sebastian Krys y con la incorporación de Ricky Falkner, fue grabado entre Alomartes, un pequeño pueblo de su Granada natal y Los Ángeles, EE. UU., durante los últimos meses del 2012, vio la luz el 19 de marzo de 2013.
Además, en noviembre de 2013 Lori Meyers compone una canción para la banda sonora de Los Juegos del hambre: En Llamas, Hombre a tierra, incluida en el CD en los países hispanohablantes con el resto de canciones internacionales de la banda sonora de artistas como Coldplay, Lorde o The National.

### En La Espiral
Tras casi cuatro años de dedicación a la gira de su último álbum y otras actividades, en febrero de 2017 Lori Meyers anuncia el lanzamiento de su sexto disco En la espiral, que se presenta en directo con conciertos en Granada, Madrid y Barcelona, tras el cambio de Miguel Martín por Javier Doria en la guitarra.
Este disco fue producido por Ricky Falkner y Lori Meyers, y grabado en Tarragona, Granada, Londres y México. Más tarde, las mezclas se hicieron en Londres y México.

### Espacios Infinitos
Después de otros cuatro años de inactividad y con las dificultades de la pandemia que retrasan el lanzamiento de su nuevo álbum, Lori Meyers saca al mercado en octubre de 2021 un disco compuesto por once canciones. Producido por James Bagshaw y mezclado por Claudius Mittendorfer, esta obra cuenta con la especial colaboración de Anni B Sweet en coros y James Bagshaw en sintetizadores.
Fue grabado en Granada y Caldecott (Reino Unido) antes de la época del COVID-19 y después.

## Proyectos sociales
El 8 de enero de 2022, Lori Meyers participó en el concierto solidario Más fuertes que el volcán, el cual fue organizado por Radio Televisión Española con el fin de recaudar fondos para los damnificados por la erupción volcánica de La Palma de 2021.

## Miembros
Actuales miembros
- Antonio López (Noni) (voz y guitarra)
- Alejandro Méndez (voz y guitarra)
- Alfredo Núñez (batería)
- Miguel de Lucas (bajo)
- Tony Jiménez (guitarra y coros)
- Álex Fernández (teclados)

Antiguos miembros
- Julián Méndez (bajo y coros)
- Aitor Forcada (guitarra, bajo y letra)
- Antonio Lomas (batería y percusión)
- Luis Liceras (guitarra)
- Miguel Martín (guitarra)
- Miguel López (bajo)
- Javier Doria (guitarras)
- J.J. Machuca  (teclados)

## Discografía
- Viaje de estudios (2004, reeditado en 2010)
- Hostal Pimodán (2005, reeditado en 2006: Hostal Pimodán (reedición), 2CD)
- Cronolánea (2008)
- Cuando el destino nos alcance (2010)
- Impronta (2013)[4]
- En la espiral (2017)
- 20 años, 21 canciones (2018)
- Directo en Madrid Wizink Center (2020)
- Espacios infinitos (2021)

### EP y sencillos
- Las cinco ventanas (EP) (2000)
- Ya lo sabes (EP) (2004)
- La caza (EP) (2005)
  - La caza
- Dilema/Televisión (sencillo) (2006)
- Luces de Neón (sencillo) (2008)
- Mi Realidad (sencillo en vinilo) (2010)
- Vámonos de Aquí (sencillo) (2022)
- 1000 Noches (sencillo) (2022)
- Házmelo Saber (2022)

### Videoclips

#### Del álbumViaje de Estudios
- Tokio Ya No Nos Quiere

#### Del álbumHostal Pimodan
- Dilema

#### Del álbumCronolanea
- Luces De Neón
- Alta Fidelidad
- Alta Fidelidad (Ganador Notodofilmfest)
- Luciérnagas Y Mariposas

#### Del álbumCuando el Destino nos Alcance
- Mi Realidad
- ¿Aha Han Vuelto?
- Corazón Elocuente
- Religión
- Rumba En Atmósfera Cero
- Ventura

#### Del álbumImpronta
- Planilandia
- Planilandia (Lyric)
- El Tiempo Pasará (Lyric)
- Emborracharme
- Emborracharme (Lyric)

#### Del álbumEn la Espiral
- Evolución
- Siempre Brilla El Sol
- Siempre Brilla El Sol (Acústico/Lyric)
- Zona De Confort
- 70

#### Del álbumEspacios Infinitos
- Punk
- Presente
- Hacerte Volar
- No Hay Excusa
- Vámonos De Aquí (Lyric)
- Déjà Vu (Lyric)
- 1000 noches (Lyric)

#### Singles
- Házmelo Saber
- No Me Merecía la Pena

### Discos tributo
- Homenaje a Los Ángeles - Intervenciones estelares (2005)